# Leticia Dolera
Leticia Dolera, née le 23 octobre 1981 à Barcelone , est une actrice catalane.

## Biographie
Leticia Dolera naît à  Barcelone le 23 octobre 1981. Elle détient un diplôme d'art dramatique et joue sur les scènes de théâtre catalan dès 2001.
Sa carrière commence avec la série Al salir de clase (« Quand la classe est terminée »), une série espagnole dans laquelle elle incarne Angela entre 2000 et 2002.
De là, elle a commencé une carrière cinématographique avec des titres tels que El otro lado de la cama (« L'autre côté du lit »), Disparitions avec Emma Thompson et Antonio Banderas.
En 2012, elle incarne Clara, la nouvelle héroïne du troisième volet de la saga REC intitulé Rec 3 Génesis de Paco Plaza. Ce film d'horreur la fait connaître au niveau international. La même année, elle est l'héroïne principale du clip Disconnected du groupe pop rock britannique Keane.
En février 2018 2018 elle publie un livre féministe Morder la manzana. La revolución será feminista o no será.
En 2024 sa série Pubertat explore le thème des aggressions sexuelles.

## Filmographie

### Cinéma
- 2001 : Bellas durmientes
- 2002 : El otro lado de la cama ('Un lit pour quatre), d'Emilio Martínez Lázaro
- 2003 : Besos de gato
- 2003 : The Emperor's Wife
- 2003 : Disparitions (Imagining Argentina) de Christopher Hampton.
- 2005 : Semen, una historia de amor de Daniela Fejerman et Inés París.
- 2006 : Presumptes implicats
- 2007 : Imago Mortis
- 2008 : Prime Time
- 2009 : Spanish movie
- 2012 : Rec 3 Génesis : Clara
- 2012 : Holmes. Madrid suite 1890 : Mary Morstan
- 2013 : Les Derniers Jours (Los últimos días) de David Pastor et Àlex Pastor
- 2015 : Requisitos para ser una persona normal : Maria
- 2015 : La novia de Paula Ortiz

### Télévision
- 2001-2002 : Al salir de clase
- 2004 : Hospital Central
- 2005 : La Famille Serrano
- 2006 : Pressumptes implicats
- 2006 : Petits meurtres en famille
- 2007 : El espejo
- 2007 : Mà morta truca a la porta
- 2008- : Guante Blanco
- 2012 : Mad Dogs - Saison 2
- 2014 : Penny Dreadful (série télévisée)
- 2019 : Déjate Llevar (série télévisée)

## Théâtre
- Las alegres comadres de Windsor (Shakespeare).

## Prix
- 2019 : Cannaseries, Prix de la meilleure série pour Perfect Life